# NGC 1225
NGC 1225 est une galaxie lenticulaire relativement éloignée et située dans la constellation de l'Éridan. NGC 1225 a été découverte par l'astronome américain Francis Leavenworth en 1886.

## Caractéristiques
Sa vitesse par rapport au fond diffus cosmologique est de 8 799 ± 38 km/s, ce qui correspond à une distance de Hubble de 129,8 ± 9,1 Mpc (∼423 millions d'al).
À ce jour, une mesure non basée sur le décalage vers le rouge (redshift) donne une distance d'environ 88,400 Mpc (∼288 millions d'al). Cette valeur est loin à l'extérieur des valeurs de la distance de Hubble.